# Chana Masson
Chana Franciela Masson de Souza, född 18 december 1978 i Capinzal, är en brasiliansk handbollsmålvakt. Hon har representerat Brasiliens landslag i fyra OS-turneringar.

## Klubblagskarriär
Masson började spela handboll vid elva års ålder i sin födelseort. Hon flyttade vid 15 års ålder till São Paulo för att få bättre möjligheter att utvecklas som handbollsspelare. Hon spelade inledningsvis för klubben Guarrullos. Senare spelade hon för Ulbia.Hon flyttade sedan till den spanska klubben CB Elche. Hennes nästa stopp i Spanien var Ferrobús Mislata. Med Mislatra vann hon EHF-cupen 2000 och spanska cupen 2001, 2003 och 2004.

### Spel i Danmark och Tyskland
Masson flyttade till Danmark 2004 och spelade för klubben FC Köpenhamn. FC Köpenhamn värvade den ungerska målvakten Katalin Pálinger säsongen 2005/2006 och Masson flyttade till den tyska klubben HC Leipzig, då hon ville ha mer speltid. Med Leipzig vann hon Bundesliga 2006 och tyska cupen 2006 och 2007. 2007 återvände hon till Danmark och gick med i Randers HK. Med Randers vann hon EHF-cupen 2010 och det danska mästerskapet 2012.
Masson flyttade till Viborg HK sommaren 2013. 2014 vann hon danska mästerskapet, danska cupen och Cupvinnarcupen med Viborg. Ett år senare skrev hon på ett kontrakt med HC Odense, som bytte namn till Odense Håndbold i början av säsongen 2016–2017. Där avsåg hon att avsluta karriären 2017.

### Comeback
Efter att ha slutat spela blev Masson gravid. Hon vände hem till Brasilien och födde en dotter. Levnadssituationen i Brasilien gjorde att hon återvände till Europa. 2018 gjorde Masson comeback för norska klubben Storhamar Håndball. Med Storhamar förlorade hon i december 2018 den norska cupfinalen mot Vipers Kristiansand. I maj 2019 förlorade hon finalen i det norska mästerskapet mot Vipers Kristiansand. Från 2019 spelade hon för den ryska CSKA Moskva.  Med CSKA blev hon rysk mästare 2021. Från sommaren 2021 hade hon kontrakt med danska klubben Horsens HK. I augusti 2022 avslutade Masson sitt kontrakt av personliga skäl och avslutade sin karriär för andra gången. I oktober 2022 tillkännagav den sicilianska klubben Handball Erice värvningen av Masson. Där spelar hon på lägre nivå.

## Landslagskarriär
Masson spelade under många år för Brasiliens landslag. Hon representerade Brasilien vid fyra raka olympiska sommarspel; 2000, 2004, 2008 och 2012. Hennes bästa placering var en sjätteplats 2012. Masson tävlade också tre gånger vid Panamerikanska spelen. Där vann hon guldmedaljen 1999, 2003 och 2007. Vid VM 2011 utsågs hon till målvakt i All-Star Team. Före VM 2013 avslutade hon sin landslagskarriär. 